# Selaginella basipilosa
Selaginella basipilosa är en mosslummerväxtart som beskrevs av Valdespino. Selaginella basipilosa ingår i släktet mosslumrar, och familjen mosslummerväxter. Inga underarter finns listade i Catalogue of Life.